# Pandanus conoideus
Pandanus conoideus ist eine Pflanzenart in der Familie der Schraubenbaumgewächse (Pandanaceae). Sie ist auf Papua-Neuguinea sowie einigen umliegenden Inseln beheimatet.

## Beschreibung
Pandanus conoideus ist ein Baum, der Wuchshöhen von 3 bis 10 Meter erreichen kann. Er bildet deutlich ausgeprägte Luftwurzeln, der Stamm ist verzweigt.
Die Blätter stehen in einer Rosette dreifach spiralig angeordnet, sie sind verlängert lanzettlich, am Rand stachlig und rund 180 Zentimeter lang sowie 3 bis 5 Zentimeter breit. Die dem Stamm zugewandte Seite ist dunkelgrün und unbehaart, die dem Stamm abgewandte Seite blassgrün, die sichtbare Mittelrippe ist mit winzigen Stacheln besetzt.
Die Pflanzen sind diözisch, die vielen kleinen Blüten sind also eingeschlechtlich und ohne Blütenhülle.
Der endständige Fruchtstand, der Kolben, steht auf einem 38 bis 44 Zentimeter langen und rund 5–6 Zentimeter im Durchmesser messenden Blütenstandsstiel. Der hellgelbe bis scharlachrote, aus zahlreichen, etwa 1–1,5 Zentimeter langen Steinfrüchten zusammengesetzte Fruchtverband (auch manchmal als Cephalium bezeichnet), ist zylindrisch bzw. verlängert ellipsoid und im Querschnitt dreikantig, 42 bis 70, selten bis 110 Zentimeter hoch und hat einen Durchmesser von 10 bis 30 Zentimeter. Er ist leicht mit haltbaren Deckblättern bedeckt, die Blütenstandsstiele sind weißlich. Die Steinfrüchte sind dreikantig, das Perikarp gelb oder rot und fetthaltig.

## Verbreitung und Vorkommen
Alle bekannten Vorkommen werden auf menschliche Einwirkung zurückgeführt, es sind keine wilden Exemplare bekannt.
Pandanus conoideus ist auf den Molukken, dem Bismarck-Archipel, den Salomonen, in Mikronesien sowie auf Papua-Neuguinea und dessen benachbarten Inseln heimisch und steigt von Meereshöhe bis auf 2.000 Meter auf.

## Taxonomie
Die Erstveröffentlichung von Pandanus conoideus erfolgte 1785 durch Jean-Baptiste de Lamarck. Homonym für Pandanus conoideus Lam. ist Pandanus conoideus Thouars. Weitere Synonyme sind P. erythros und P. plicatus.

## Nutzung
Die Blätter dienen zur Herstellung von Matten, das aus den Früchten extrahierte Öl findet lokal als Lebensmittel (für Soßen) und in der Volksmedizin Verwendung.
Als Rotfruchtöl wird das Öl auch außerhalb des Verbreitungsgebietes vertrieben, seine medizinische Wirkung ist jedoch nicht nur unbewiesen, sondern gilt auch potentiell als schädlich, z. B. für Schwangere.

### Inhaltsstoffe
Die Frucht von Pandanus conoideus enthält im Trockengewicht 19,9 % (Soxhlet-Extraktionsmethode) oder 19,4 % (NMR-Methode) rotes Fett. Die wichtigsten Fettsäuren sind Oleinsäure (69 % der totalen Fettsäuren), Palmitinsäure (19,2 %) und Linolsäure (7,8 %). Hinzu kommen kleinere Mengen an Myristin-, Palmitolein-, Stearin-, Linolen-, Arachin- und Eicosensäure.